# Strato limite (idrostatica)
Lo strato limite è quello strato, spesso quanto la larghezza delle molecole che lo compongono, appena sotto lo strato che fa da confine tra due fluidi differenti. Una molecola che si trovi in questa zona ha altre molecole dello stesso tipo sopra di essa. 
Se una molecola che si trova nello strato limite viene sollevata, i legami tra essa e le molecole adiacenti vengono tesi, generando una forza che tende a richiamare la molecola verso la superficie. Per questo si forma come una membrana sulla superficie di separazione del fluido nota come tensione superficiale.